# Cadre-71/2-Weltmeisterschaft 1965

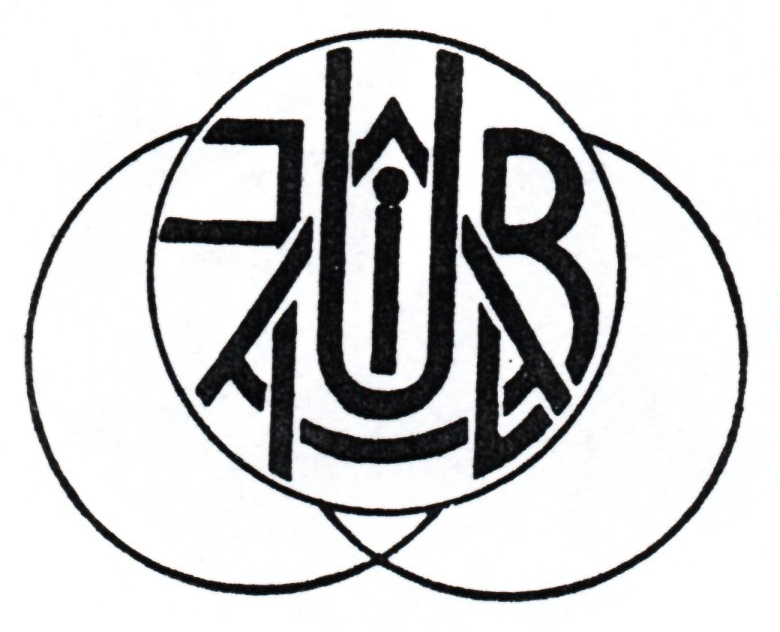
Logo UIFAB (ausrichtender Verband)

Veranstaltungsort: Huelva

Die Cadre-71/2-Weltmeisterschaft 1965 war die 13. Cadre-71/2-Weltmeisterschaft. Das Turnier fand vom 21. bis zum 25. April 1965 im südspanischen Huelva statt. Es war die erste Cadre-71/2-Weltmeisterschaft in Spanien.

## Geschichte
Viele Teilnehmer, außer den Spaniern, konnten nicht Ihre Leistunger der Cadre 71/2 Europameisterschaft und nur zehn Tage nach der kräftezährenden Weltmeisterschaft im Fünfkampf in Antwerpen zeigen. Durch die hohen Temperaturen in Huelva hatte vor allem der gesundheitlich angeschlagene deutsche Teilnehmer Siegfried Spielmann zu kämpfen. Sieger des Turniers wurde überraschend der Bandenspezialist Johann Scherz aus Österreich. Die besten Leistungen des Turniers zeigte der Zweitplatzierte Henk Scholte aus den Niederlanden. Dem Drittplatzierten Spanier José Gálvez wurde vor dem Turnier in seiner Heimatstadt die Ehrenbürgerschaft verliehen.

## Turniermodus
Es wurde eine Finalrunde im Round Robin System bis 300 Punkte gespielt. Bei MP-Gleichstand wird in folgender Reihenfolge gewertet:
1. MP = Matchpunkte
2. GD = Generaldurchschnitt
3. HS = Höchstserie

## Abschlusstabelle
| MP    | Match Points (Sieger = 2; Unentschieden = 1; Verlierer = 0) |
| Pkte. | Erzielte Karambolagen                                       |
| Aufn. | Benötigte Versuche                                          |
| GD    | Generaldurchschnitt                                         |
| BED   | Bester Einzeldurchschnitt eines Spielers                    |
| HS    | Höchstserie                                                 |
|       | Bester GD des Turniers                                      |
|       | Bester ED des Turniers                                      |
|       | Beste HS des Turniers                                       |
|       | 1. Platz (Gold)                                             |
|       | 2. Platz (Silber)                                           |
|       | 3. Platz (Bronze)                                           |

| Platz                      | Name                | MP   | Pkte. | Aufn. | GD    | BED   | HS  |
| -------------------------- | ------------------- | ---- | ----- | ----- | ----- | ----- | --- |
| 1                          | Johann Scherz       | 14:2 | 2341  | 123   | 19,03 | 33,33 | 162 |
| 2                          | Henk Scholte        | 12:4 | 2184  | 88    | 24,81 | 75,00 | 143 |
| 3                          | José Gálvez         | 12:4 | 2351  | 103   | 22,82 | 37,50 | 161 |
| 4                          | Clement van Hassel  | 12:4 | 2175  | 121   | 17,97 | 27,27 | 124 |
| 5                          | Kōya Ogata          | 8:8  | 1986  | 152   | 13,06 | 23,07 | 87  |
| 6                          | Laurent Boulanger   | 6:10 | 1762  | 105   | 16,78 | 60,00 | 134 |
| 7                          | Manuel Girves       | 6:10 | 1740  | 125   | 13,92 | 18,75 | 99  |
| 8                          | Siegfried Spielmann | 2:14 | 1521  | 131   | 11,61 | 15,78 | 95  |
| 9                          | Jaime Tortosa       | 0:16 | 1749  | 136   | 12,86 | –     | 77  |
| Turnierdurchschnitt: 16,42 |                     |      |       |       |       |       |     |